# Joan Miró
Joan Miró i Ferrà, född 20 april 1893 i Barcelona (Katalonien, Spanien), död 25 december 1983 i Palma (Mallorca, Spanien), var en spansk (katalansk) surrealistisk konstnär, grafiker och skulptör. Han är en av Spaniens viktigaste 1900-talskonstnärer och ett av de mest framträdande namnen inom den katalanska konsten.

## Biografi

### Tidiga år
Miró kom från en släkt av katalansk hantverkselit, hans farfar var bysmed, fadern guldsmed på modet i Barcelona och moderns släkt var finmöbelsnickare. Hans föräldrar ville att deras son skulle bli affärsman, men han protesterade genom att bli sjuk.
Under konvalescenstiden på familjens släktgård började han teckna och började sedan studera vid en konstskola i Barcelona. Därefter var Miró omväxlande bosatt i Barcelona och Paris (åren 1919–1935), varefter han permanent flyttade till Paris.

### I Paris (från 1935)
Han kom i Paris i kontakt både med färgerna inom fauvismen och Picassos kubism, liksom av bildpoesin från dadaisterna och surrealisterna. Inte förrän i mitten av 1920-talet hade han däremot självförtroende nog att våga avbilda sina egna runda bilder av världen. Snart litade han fullt på sina drömmars bildvärld och han gav sina målningar poetiska namn såsom "Kvinna vid en sjö som blivit regnbågsskimrande av en passerande svan". André Breton betecknade Miró som den mest surrealistiske inom den surrealistiska rörelsen, med tanke på den roll som slumpen spelade i Mirós skapande.
Mirós tidiga måleri visar på influenser från både Cézanne och fauvismen. Under 1920-talet umgicks han med bland andra Robert Delaunay, Pablo Picasso och Juan Gris och utvecklade då en helt personlig och raffinerad abstrakt stil.

### Senare år
Under och efter 1930-talet blev hans stil mer dyster – under påverkan av spanska inbördeskriget – och efter andra världskriget utförde han större abstrakta målningar. Han experimenterade även med skulptur, och utformade prisstatyetten till Prinsen av Asturiens pris, samt gjorde väggmålningar, bland annat för Unescobyggnaden i Paris.
Under 1950- och 1960-talen presenterades Mirós verk vid en rad stora utställningar på båda sidor av Atlanten. Där framträdde tydligt konstnärens särpräglade lek med olika former, liksom hans dekorativa måleri.

## Stil och betydelse
Mirós mest kända konstverk kännetecknas av en egenartad surrealism och består inte sällan av en typ av kalligrafi av former i starka färger. Han inspirerades både av sitt hemland Kataloniens medeltida fresker och folkliga konst, liksom av Antoni Gaudís fantastiska och organiska byggen.
Joan Miró var ingen "snabbmålare" trots en enorm produktion. Han påbörjade flera tavlor i taget, vilka fyllde hans ateljé och som han då och då kompletterade med en färgklick här och där. Miró var själv en tystlåten och tillbakadragen man, trots hans betydelse som en av Spaniens viktigaste 1900-talskonstnärer. Hans många offentliga verk och produktivitet under 1970- och 1980-talet inkluderar den officiella affischen till världsmästerskapet i fotboll 1982 och påverkan på konstnärer som Josep Maria Trias, Javier Mariscal och hela La Movida-rörelsen i 1980-talets Madrid.

## Utmärkelser
Asteroiden 4329 Miró är uppkallad efter honom.

## Bildgalleri

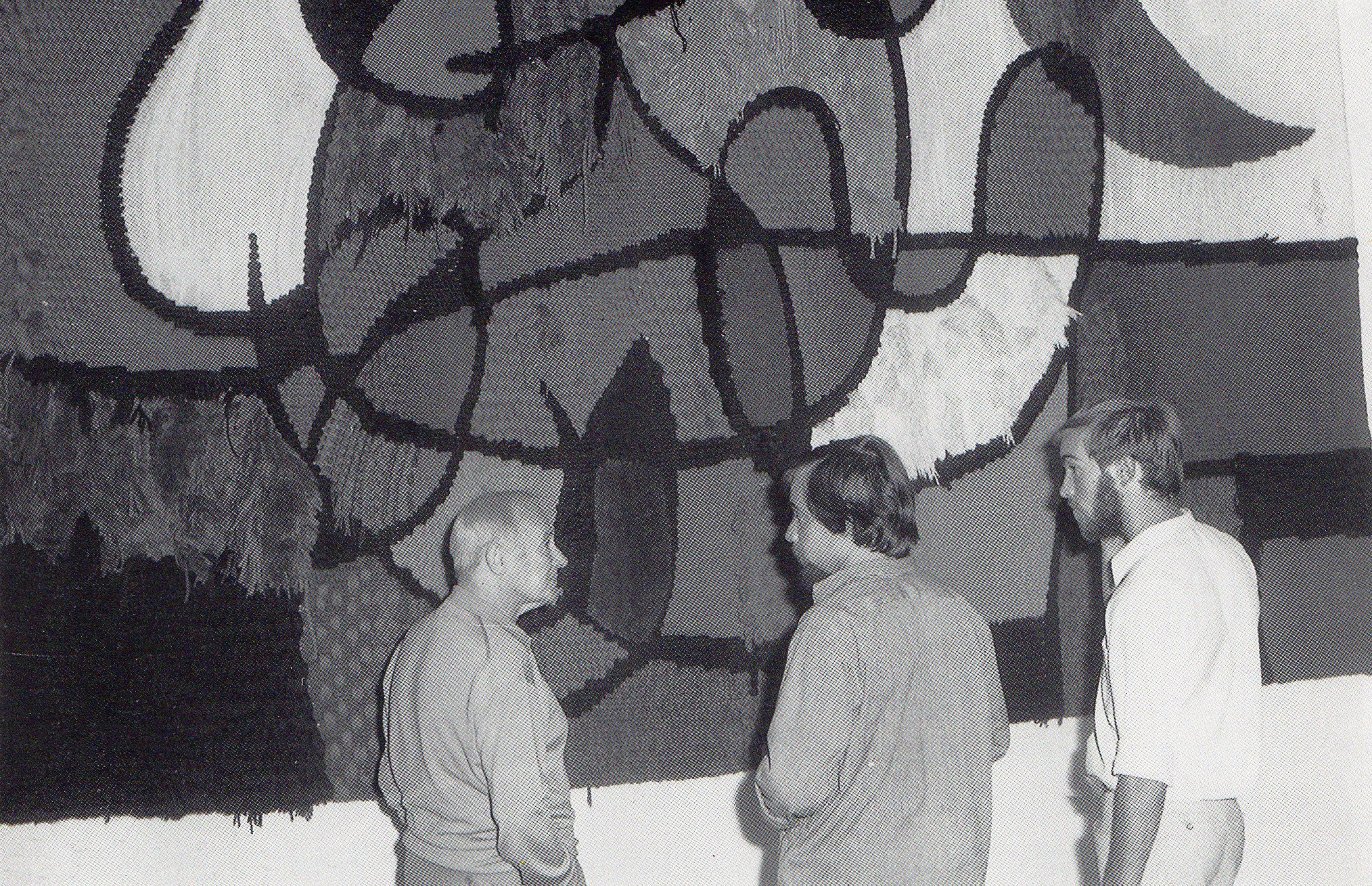
Miró (vänster), under tillverkningen av Väggtapeten i Tarragona (1970).
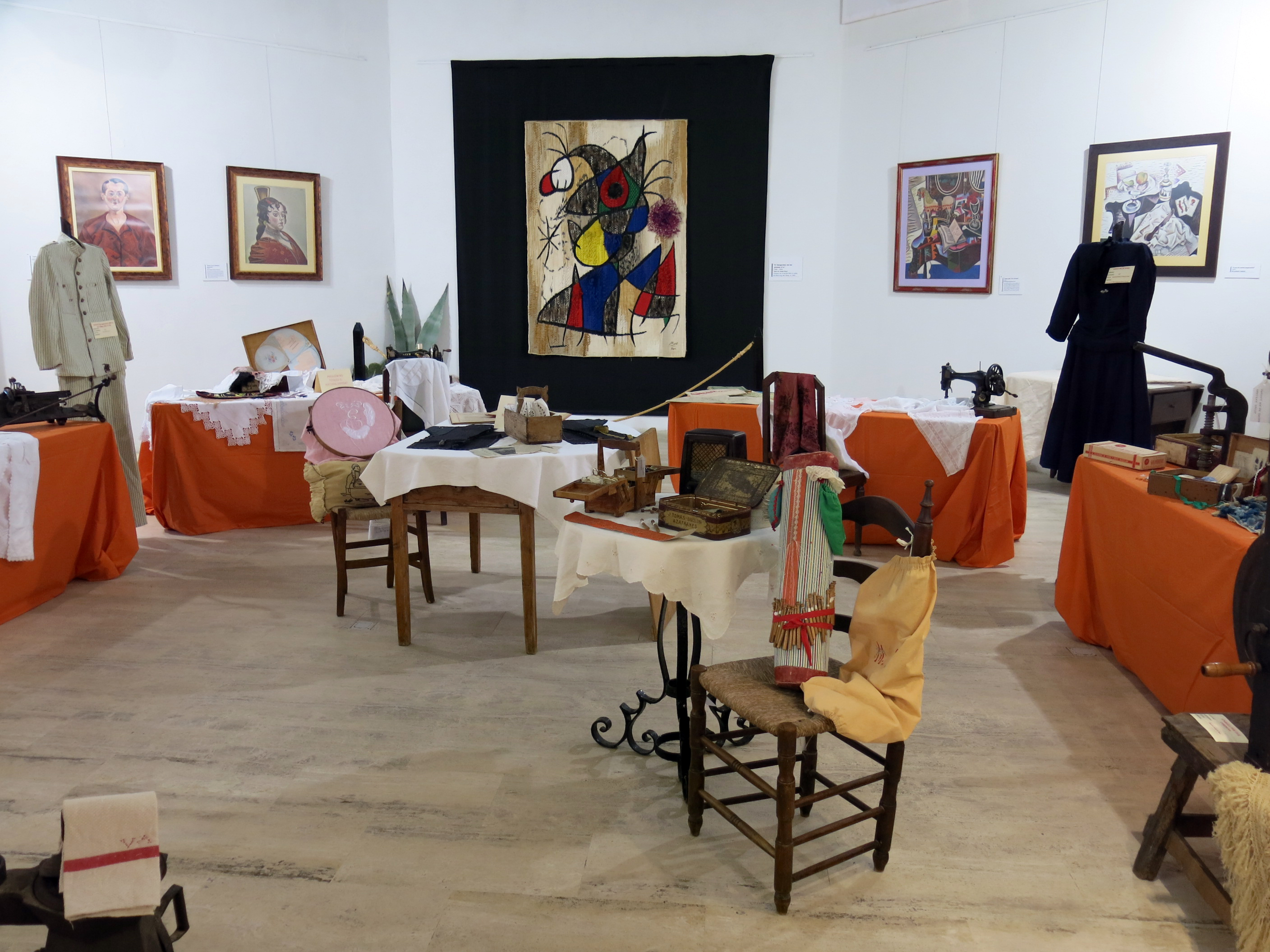
Utställning i Centre Miró, i Mont-roig del Camp nära Tarragona.
Logotypen hos finanskoncernen La Caixa (se Caixabank) skapades av Miró.
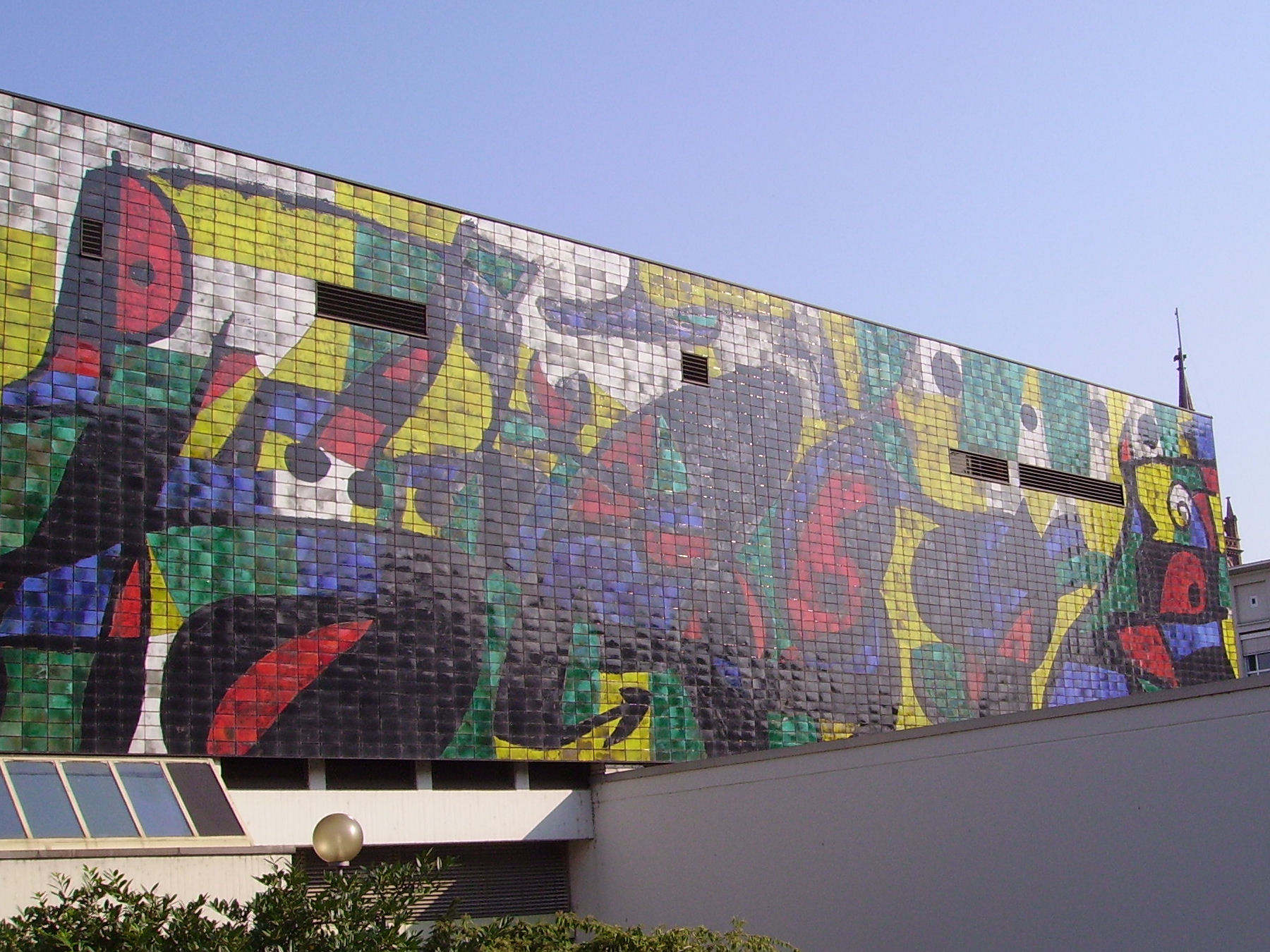
En Miró-formgiven husfasad i tyska Ludwigshafen.
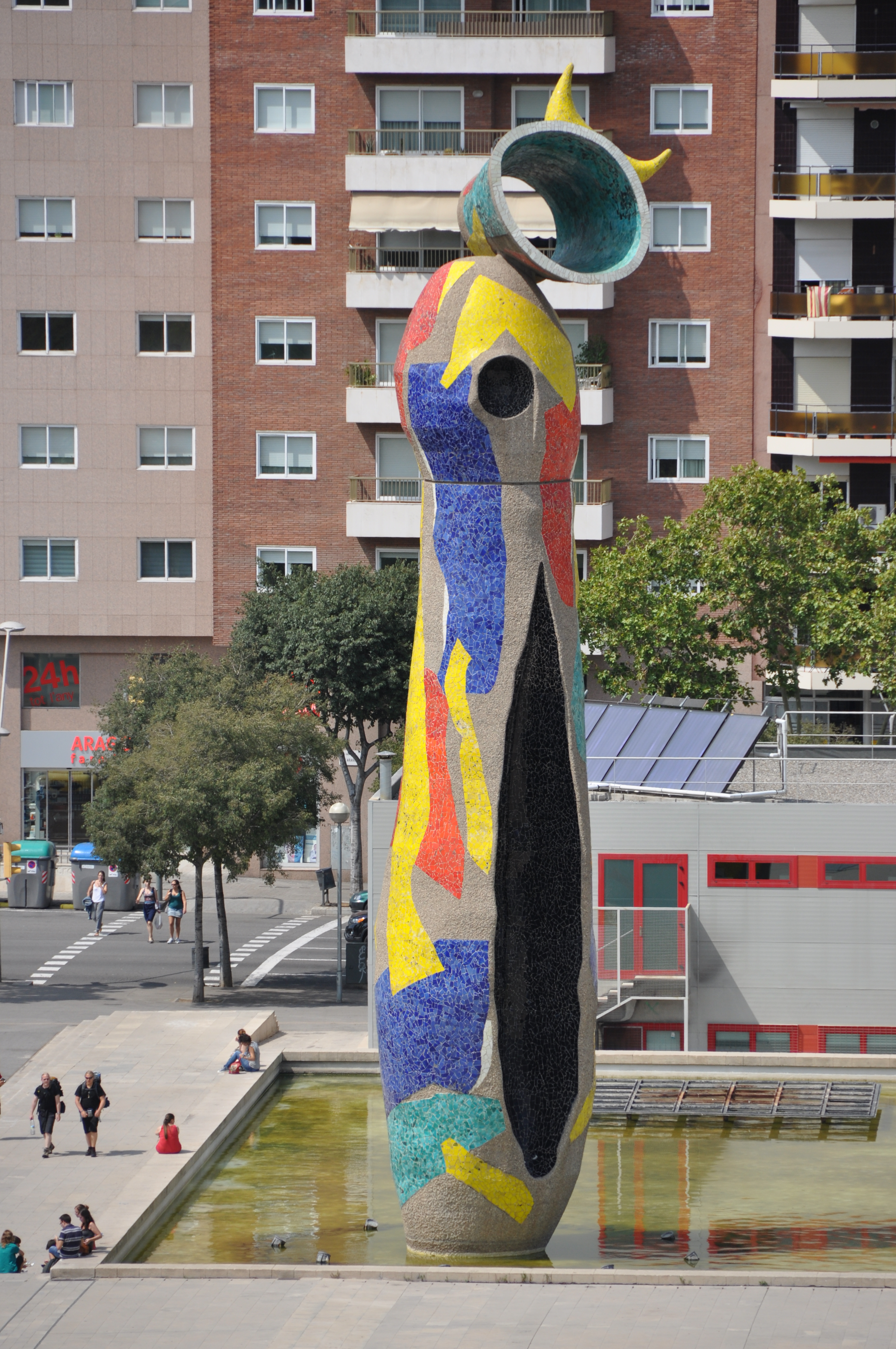
Kvinna och fågel (Dona i ocell, 1983), i Parc de Joan Miró i Barcelona.
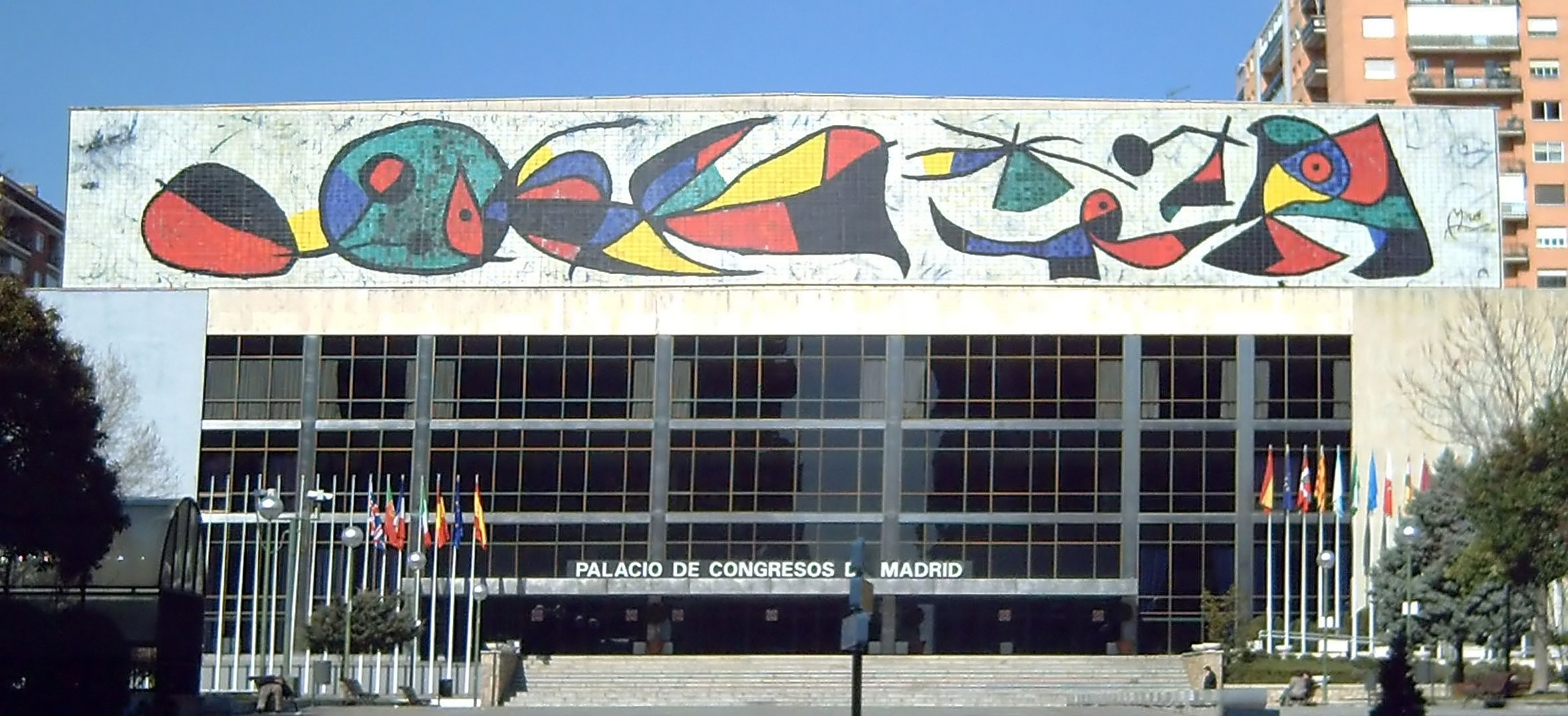
Fasadutsmyckning på utställningskomplex i Madrid.